# Крекеоань (комуна)
Крекеоань, Крекеоані (рум. Crăcăoani) — комуна у повіті Нямц в Румунії. До складу комуни входять такі села (дані про населення за 2002 рік):
- Кракеул-Негру (1227 осіб)
- Крекеоань (2179 осіб)
- Магазія (694 особи)
- Мітоку-Белан (349 осіб)
- Пояна-Крекеоань (93 особи)

Комуна розташована на відстані 295 км на північ від Бухареста, 18 км на північ від П'ятра-Нямца, 96 км на захід від Ясс.

## Населення
За даними перепису населення 2002 року у комуні проживали 4542 особи.
Національний склад населення комуни:
| Національність | Кількість осіб | Відсоток |
| -------------- | -------------- | -------- |
| румуни         | 4288           | 94,4%    |
| цигани         | 248            | 5,5%     |
| угорці         | 4              | 0,1%     |
| українці       | 1              | < 0,1%   |
| турки          | 1              | < 0,1%   |

Рідною мовою назвали:
| Мова      | Кількість осіб | Відсоток |
| --------- | -------------- | -------- |
| румунська | 4490           | 98,9%    |
| циганська | 46             | 1,0%     |
| угорська  | 5              | 0,1%     |
| турецька  | 1              | < 0,1%   |

Склад населення комуни за віросповіданням:
| Релігія       | Кількість осіб | Відсоток |
| ------------- | -------------- | -------- |
| православні   | 4442           | 97,8%    |
| старообрядці  | 30             | 0,7%     |
| адвентисти    | 25             | 0,6%     |
| римо-католики | 14             | 0,3%     |
| мусульмани    | 1              | < 0,1%   |